# Liste der Orte im Enzkreis
Die Liste der Orte im Enzkreis listet die geographisch getrennten Orte (Ortsteile, Stadtteile, Dörfer, Weiler, Höfe, (Einzel-)Häuser) im Enzkreis auf.

## Systematische Liste
Alphabet der Städte und Gemeinden mit den zugehörigen Orten.
| - Birkenfeld mit den Gemeindeteilen Birkenfeld und Gräfenhausen. - Zu Birkenfeld das Dorf Birkenfeld und der Wohnplatz Haltepunkt Engelsbrand. - Zu Gräfenhausen die Dörfer Gräfenhausen und Obernhausen (beide zusammengewachsen). - Eisingen mit dem Dorf Eisingen. - Engelsbrand mit den Gemeindeteilen Engelsbrand, Grunbach und Salmbach. - Zu Engelsbrand das Dorf Engelsbrand. - Zu Grunbach das Dorf Grunbach. - Zu Salmbach das Dorf Salmbach. - Friolzheim mit dem Dorf Friolzheim. - Heimsheim mit der Stadt Heimsheim. - Illingen mit den Gemeindeteilen Illingen und Schützingen. - Zu Illingen das Dorf Illingen. - Zu Schützingen das Dorf Schützingen und das Gehöft Meisenbach. - Ispringen mit dem Dorf Ispringen und dem Ort „Katharinentalerhof, Gesindehaus“. - Kämpfelbach mit den Gemeindeteilen Bilfingen und Ersingen. - Zu Bilfingen das Dorf Bilfingen. - Zu Ersingen das Dorf Ersingen und früher auch der Ort Kinderheim Sperlingshof (heute zum Gemeindeteil Wilferdingen von Remchingen). - Keltern mit den Gemeindeteilen Dietenhausen, Dietlingen, Ellmendingen, Niebelsbach und Weiler. - Zu Dietenhausen das Dorf Dietenhausen. - Zu Dietlingen das Dorf Dietlingen und die Wohnplätze Gauchhälde, Im Fuchsloch und Reihelberg. - Zu Ellmendingen das Dorf Ellmendingen. - Zu Niebelsbach das Dorf Niebelsbach. - Zu Weiler das Dorf Weiler. - Kieselbronn mit dem Dorf Kieselbronn. - Knittlingen mit den Stadtteilen Freudenstein, Kleinvillars und Knittlingen. - Zu Freudenstein die Dörfer Freudenstein und Hohenklingen (beide zusammengewachsen). - Zu Kleinvillars das Dorf Kleinvillars. - Zu Knittlingen die Stadt Knittlingen, der Ort Büschlehof und die Wohnplätze Pflegmühle und Störrmühle. - Königsbach-Stein mit den Gemeindeteilen Königsbach und Stein. - Zu Königsbach das Dorf Königsbach, die Orte Johannistalerhof und Trais (Traishof) und der Wohnplatz Hegenach. - Zu Stein das Dorf Stein und der Ort Heimbronn(erhof). - Maulbronn mit den Stadtteilen Maulbronn, Schmie und Zaisersweiher. - Zu Maulbronn die Stadt Maulbronn, der Weiler „Elfinger Hof, Staatsdomäne“, die Orte Bahnhof Maulbronn-West, Elfinger Berghaus, Scheulberghof, Seidehof und Stadtbahnhof Maulbronn. - Zu Schmie das Dorf Schmie. - Zu Zaisersweiher das Dorf Zaisersweiher. - Mönsheim mit dem Dorf Mönsheim, Schloss und Gehöft Obermönsheim und den Orten Grenzbachhof und Lerchenhof. - Mühlacker mit den Stadtteilen Enzberg, Großglattbach, Lienzingen, Lomersheim, Mühlacker und Mühlhausen an der Enz. - Zu Enzberg das Dorf Enzberg und der Weiler Sengach. - Zu Großglattbach das Dorf Großglattbach. - Zu Lienzingen das Dorf Lienzingen und der Ort Hasenberghof. - Zu Lomersheim das Dorf Lomersheim. - Zu Mühlacker die Stadt Mühlacker und der Ort Dürrmenz. - Zu Mühlhausen an der Enz das Dorf Mühlhausen an der Enz und der Ort Elektrizitätswerk. - Neuenbürg mit den Stadtteilen Arnbach, Dennach, Neuenbürg und Waldrennach. - Zu Arnbach das Dorf Arnbach. - Zu Dennach das Dorf Dennach, der Ort Holzschleifwerk und die Wohnplätze Bahnhof, Enzbrücke und Rotenbachwerk. - Zu Neuenbürg die Stadt Neuenbürg, Schloss Neuenbürg, die Siedlung Untere Reute und die Wohnplätze Breites Tal, Eisenfurt und Rotenbach (Enz). - Zu Waldrennach das Dorf Waldrennach und der Wohnplatz Wirtschaft zum Grösseltal. | - Neuhausen mit den Gemeindeteilen Hamberg, Neuhausen, Schellbronn und Steinegg. - Zu Hamberg das Dorf Hamberg. - Zu Neuhausen das Dorf Neuhausen und die Orte „Monbachtal, Jugenderholungsheim“ (z. T. zu Bad Liebenzell im Landkreis Calw), „Monbachtal, Kurhotel“ (z. T. zu Bad Liebenzell im Landkreis Calw), Bahnstation Neuhausen und St. Wendel (ehem. Wehrmachtsbaracken). - Zu Schellbronn das Dorf Schellbronn. - Zu Steinegg das Dorf Steinegg. - Neulingen mit den Gemeindeteilen Bauschlott, Neulingen und Nußbaum. - Zu Bauschlott das Dorf Bauschlott. - Zu Neulingen das Dorf Göbrichen und das Gehöft Katharinentalerhof. - Zu Nußbaum das Dorf Nußbaum. - Niefern-Öschelbronn mit den Gemeindeteilen Niefern und Öschelbronn. - Zu Niefern das Dorf Niefern, der Ort „Klubhaus, Fußballplatz“ und die Wohnplätze Obere Kirnbachwiesen und „Rattach, Pumpstation“. - Zu Öschelbronn das Dorf Öschelbronn und der Wohnplatz Bräuningsmühle. - Ölbronn-Dürrn mit den Gemeindeteilen Dürrn und Ölbronn. - Zu Dürrn das Dorf Dürrn und die Höfe Karlshäuserhof und Waldhof. - Zu Ölbronn das Dorf Ölbronn und die Orte Erlen und Lerchenmühle. - Ötisheim mit den Dörfern Ötisheim und Corres, den Weilern Erlenbach und Schönenberg und den Orten Haldenhof und Reithof. - Remchingen mit den Gemeindeteilen Nöttingen, Singen und Wilferdingen. - Zu Nöttingen die Dörfer Nöttingen und Darmsbach und der Wohnplatz Dietenhäuser Mühle. - Zu Singen das Dorf Singen. - Zu Wilferdingen das Dorf Wilferdingen und heute auch der Ort Kinderheim Sperlingshof (früher zum Gemeindeteil Ersingen von Kämpfelbach). - Sternenfels mit den Gemeindeteilen Diefenbach und Sternenfels. - Zu Diefenbach das Dorf Diefenbach, der Weiler Füllmenbacher Hof und die Höfe Burrainhof und Mettenbacher Mühle. - Zu Sternenfels das Dorf Sternenfels. - Straubenhardt mit den Gemeindeteilen Conweiler, Feldrennach, Langenalb, Ottenhausen und Schwann. - Zu Conweiler das Dorf Conweiler. - Zu Feldrennach die Dörfer Feldrennach und Pfinzweiler und der Wohnplatz Hasenstock-Sägmühle. - Zu Langenalb das Dorf Langenalb und die Wohnplätze Bitzenhühlersägmühle, Brücklessägmühle, Dampfsägmühle, „Feldrennachersägmühle, Wohnhaus zur“, „Heinzensägmühle, Wohnhaus zur“ und Maisenmühle. - Zu Ottenhausen das Dorf Ottenhausen, der Ort Hardthof und der Wohnplatz Hochmühle. - Zu Schwann das Dorf Schwann. - Tiefenbronn mit den Gemeindeteilen Lehningen, Mühlhausen und Tiefenbronn. - Zu Lehningen das Dorf Lehningen. - Zu Mühlhausen das Dorf Mühlhausen. - Zu Tiefenbronn das Dorf Tiefenbronn und der Wohnplatz Wasserwerk. - Wiernsheim mit den Gemeindeteilen Iptingen, Pinache, Serres und Wiernsheim. - Zu Iptingen das Dorf Iptingen. - Zu Pinache das Dorf Pinache. - Zu Serres das Dorf Serres. - Zu Wiernsheim das Dorf Wiernsheim. - Wimsheim mit dem Dorf Wimsheim. - Wurmberg mit dem Dorf Wurmberg und dem Weiler Neubärental. |

## Alphabetische Liste
In Fettschrift erscheinen die Orte, die namengebend für die Gemeinde sind, in Kursivschrift Einzelhäuser, Häusergruppen, Burgen, Schlösser und Höfe. Zusätzliche bestehende kleine Orte nach der Quelle www.leo-bw.de werden dort in aller Regel nicht wie in der Listengrundlage nach Weiler/Siedlung/Wohnplatz usw. differenziert, sondern einheitlich als Wohnplatz klassifiziert, dieser Ortsteiltyp wird hier entsprechend kursiviert übernommen.
| - Arnbach zu Neuenbürg - Bahnhof zu Neuenbürg - Bahnhof Maulbronn-West zu Maulbronn - Bahnstation Neuhausen zu Neuhausen - Bauschlott zu Neulingen - Bilfingen zu Kämpfelbach - Birkenfeld - Bitzenhühlersägmühle zu Straubenhardt - Bräuningsmühle zu Niefern-Öschelbronn - Breites Tal zu Neuenbürg - Brücklessägmühle zu Straubenhardt - Burrainhof zu Sternenfels - Büschlehof zu Knittlingen - Conweiler zu Straubenhardt - Corres zu Ötisheim - Dampfsägmühle zu Straubenhardt - Darmsbach zu Remchingen - Dennach zu Neuenbürg - Diefenbach zu Sternenfels - Dietenhausen zu Keltern - Dietenhäuser Mühle zu Remchingen - Dietlingen zu Keltern - Dürrmenz zu Mühlacker - Dürrn zu Ölbronn-Dürrn - Eisenfurt zu Neuenbürg - Eisingen - Elektrizitätswerk zu Mühlacker - Elfinger Berghaus zu Maulbronn - Elfinger Hof, Staatsdomäne zu Maulbronn - Ellmendingen zu Keltern - Engelsbrand - Enzberg zu Mühlacker - Enzbrücke zu Neuenbürg - Ersingen zu Kämpfelbach - Erlen zu Ölbronn-Dürrn - Erlenbach zu Ötisheim - Feldrennach zu Straubenhardt - Feldrennachersägmühle, Wohnhaus zur zu Straubenhardt - Freudenstein zu Knittlingen - Friolzheim - Füllmenbacher Hof zu Sternenfels - Gauchhälde zu Keltern - Göbrichen zu Neulingen - Gräfenhausen zu Birkenfeld - Grenzbachhof zu Mönsheim - Großglattbach zu Mühlacker - Grunbach zu Engelsbrand - Haldenhof zu Ötisheim - Haltepunkt Engelsbrand zu Birkenfeld - Hamberg zu Neuhausen - Hardthof zu Straubenhardt - Hasenberghof zu Mühlacker - Hasenstock-Sägmühle zu Straubenhardt - Hegenach zu Königsbach-Stein - Heimbronn(erhof) zu Königsbach-Stein - Heimsheim - Heinzensägmühle, Wohnhaus zur zu Straubenhardt - Hochmühle zu Straubenhardt - Hohenklingen zu Knittlingen - Holzschleifwerk zu Neuenbürg - Illingen - Im Fuchsloch zu Keltern - Iptingen zu Wiernsheim - Ispringen - Johannistalerhof zu Königsbach-Stein - Karlshäuserhof zu Ölbronn-Dürrn - Katharinentalerhof zu Neulingen - Katharinentalerhof, Gesindehaus zu Ispringen - Kieselbronn - Kleinvillars zu Knittlingen - Klubhaus, Fußballplatz zu Niefern-Öschelbronn - Knittlingen - Königsbach zu Königsbach-Stein | - Langenalb zu Straubenhardt - Lehningen zu Tiefenbronn - Lerchenhof zu Mönsheim - Lerchenmühle zu Ölbronn-Dürrn - Lienzingen zu Mühlacker - Lomersheim zu Mühlacker - Maisenmühle zu Straubenhardt - Maulbronn - Meisenbach zu Illingen - Mettenbacher Mühle zu Sternenfels - Monbachtal, Jugenderholungsheim zu Bad Liebenzell im Landkreis Calw und zu Neuhausen - Monbachtal, Kurhotel zu Bad Liebenzell im Landkreis Calw und zu Neuhausen - Mönsheim - Mühlacker - Mühlhausen zu Tiefenbronn - Mühlhausen an der Enz zu Mühlacker - Neubärental zu Wurmberg - Neuenbürg - Neuhausen - Niebelsbach zu Keltern - Niefern zu Niefern-Öschelbronn - Nöttingen zu Remchingen - Nußbaum zu Neulingen - Obere Kirnbachwiesen zu Niefern-Öschelbronn - Obermönsheim zu Mönsheim - Obernhausen zu Birkenfeld - Ölbronn zu Ölbronn-Dürrn - Öschelbronn zu Niefern-Öschelbronn - Ötisheim - Ottenhausen zu Straubenhardt - Pfinzweiler zu Straubenhardt - Pflegmühle zu Knittlingen - Pinache zu Wiernsheim - Rattach, Pumpstation zu Niefern-Öschelbronn - Reihelberg zu Keltern - Reithof zu Ötisheim - Rotenbach (Enz) zu Neuenbürg - Rotenbachwerk zu Neuenbürg - Salmbach zu Engelsbrand - Schellbronn zu Neuhausen - Scheulberghof zu Maulbronn - Schloss Neuenbürg zu Neuenbürg - Schmie zu Maulbronn - Schönenberg zu Ötisheim - Schützingen zu Illingen - Schwann zu Straubenhardt - Seidehof zu Maulbronn - Sengach zu Mühlacker - Serres zu Wiernsheim - Siedlung zu Ölbronn-Dürrn - Singen zu Remchingen - Sperlingshof zu Remchingen (früher zu Kämpfelbach) - St. Wendel (ehem. Wehrmachtsbaracken) zu Neuhausen - Stadtbahnhof Maulbronn zu Maulbronn - Stein zu Königsbach-Stein - Steinegg zu Neuhausen - Sternenfels - Störrmühle zu Knittlingen - Tiefenbronn - Trais (Traishof) zu Königsbach-Stein - Untere Reute zu Neuenbürg - Waldhof zu Ölbronn-Dürrn - Waldrennach zu Neuenbürg - Wasserwerk zu Tiefenbronn - Weiler zu Keltern - Wiernsheim - Wilferdingen zu Remchingen - Wimsheim - Wirtschaft zum Grösseltal zu Neuenbürg - Wurmberg - Zaisersweiher zu Maulbronn |

| ↑ Zurück zum Inhaltsverzeichnis |